# Jakowlew Jak-50 (1949)
Die Jakowlew Jak-50 (russisch Яковлев Як-50) war ein allwettertaugliches Abfangjagdflugzeug. Es entstand als logische Fortsetzung einer ganzen Reihe von Versuchs-Strahlflugzeugen aus dem OKB Jakowlew und war das Konkurrenzmuster zur Lawotschkin La-200, Mikojan-Gurewitsch I-320 und Suchoi Su-15.

## Entwicklung
Im Gegensatz zu seinem unmittelbaren Vorgänger Jak-30 hatte man den Rumpf um über zwei Meter verlängert und anstelle des Bugrad-Fahrwerkes erstmals in der Geschichte des Konstruktionsbüros ein Tandemfahrwerk installiert. Serienmäßige Anwendung fand diese Fahrwerksanordnung später in der Jak-25. Das Flugzeug wurde ebenfalls mit einem Funkmessvisier Korschun ausgestattet, welches seinen Platz im Bug über dem Lufteinlasskanal des Triebwerkes bekam.
Am 15. Juli 1949 begann die Werkserprobung mit Rolltests am Boden. Sergei Anochin, der auch schon andere Modelle von Jakowlew getestet hatte, flog die Jak-50 am 9. August erstmals und erprobte sie bis zum 22. März nächsten Jahres bei insgesamt 43 Flügen mit 18 Stunden Flugzeit. Im Januar 1950 stellte er mit 1170 km/h einen neuen Geschwindigkeitsweltrekord auf. Bei insgesamt ausgezeichneten Flugleistungen wies die Jak-50 aber einige Mängel auf, wie mangelnde Stabilität im schallnahen Geschwindigkeitsbereich und ein kompliziertes Verhalten bei Start und Landung, was insbesondere auf die zur Masseeinsparung gewählte Fahrwerksvariante zurückzuführen war, für die das Muster offensichtlich zu klein und zu leicht war. Für die staatliche Erprobung entstand noch ein zweites Exemplar. Letztlich entschied man sich für die MiG-17PF in der Rolle des Allwetterjägers.
Die gleiche Typenbezeichnung erhielt erheblich später ein Sportflugzeug. Siehe hierzu Jakowlew Jak-50.

## Aufbau
Die Jak-50 war ein freitragender Mitteldecker in Ganzmetallbauweise. Der Tragflügel besaß pro Seite drei Grenzschichtzäune und war um 45° gepfeilt. Das Normalleitwerk war ebenfalls freitragend und gepfeilt. Das Fahrwerk bestand aus einem doppelt bereiften Hauptrad in der Rumpfmitte und einem Bugrad. Zur Gewährleistung der Standfestigkeit am Boden befanden sich an den Tragflächen je ein kleines an Streben befestigtes Stützrad, das im Flug nach hinten geklappt wurde. Die Bewaffnung bestand aus zwei Maschinenkanonen im Rumpfbug.

## Technische Daten

Dreiseitenriss

| Kenngröße             | Daten                                                                          |
| --------------------- | ------------------------------------------------------------------------------ |
| Verwendung            | Versuchsjagdflugzeug                                                           |
| Besatzung             | 1                                                                              |
| Spannweite            | 7,98 m                                                                         |
| Länge                 | 11,18 m                                                                        |
| Höhe                  | 3,90 m                                                                         |
| Flügelfläche          | 16,00 m²                                                                       |
| Flügelstreckung       | 4,0                                                                            |
| Rüstmasse             | 3.085 kg                                                                       |
| Startmasse            | 4.155 kg                                                                       |
| Flächenbelastung      | 256,00 kp/m²                                                                   |
| Triebwerk             | ein Strahltriebwerk Klimow WK-1A                                               |
| Leistung              | 2.650 kg Standschub                                                            |
| Höchstgeschwindigkeit | 1.135 km/h in 10.000 m Höhe 1.125 km/h in 5.000 m Höhe 1.170 km/h in Bodennähe |
| Landegeschwindigkeit  | 200 km/h                                                                       |
| Steigleistung         | 68,00 m/s in Bodennähe                                                         |
| Steigzeit             | 1:30 min auf 5.000 m Höhe 3:30 min auf 10.000 m Höhe 7 min auf 15.000 m Höhe   |
| Gipfelhöhe            | 16.600 m                                                                       |
| Reichweite            | 1.100 km                                                                       |
| Flugdauer             | 1 h                                                                            |
| Startrollstrecke      | 587 m                                                                          |
| Landerollstrecke      | 965 m                                                                          |
| Bewaffnung            | 2 Maschinenkanonen Nudelman-Richter NR-23, Kaliber 23 mm mit je 80 Schuss      |